# Championnat National 2
De Championnat National 2 (tot 2017 CFA), is de vierde divisie in het Franse voetbal. De divisie bestaat uit 48 amateurverenigingen en reserveteams van profclubs die in drie competities (Groep A, B en C) van elk 16 clubs spelen en waarvan de hoogst eindigende amateurclub per groep naar de Championnat National (derde divisie) promoveert. De laagste drie clubs degraderen naar de Championnat National 3.

## Geschiedenis
De competitie werd in 1993 gecreëerd na een grote competitiehervorming onder de naam National 2 en was de opvolger van de Division 3. Amateurclubs en reserveteams van profclubs werden nu ondergebracht in één competitie. Van 1994 tot 1997 speelden de kampioenen van de groepen een eindronde om een algemene amateurkampioen van Frankrijk aan te duiden. In 1998 werd de naam gewijzigd in Championnat de France amateur (CFA). Er kwamen twee algemene kampioenen dat jaar, van de amateurclubs en de reserveteams. Tot 2011, met uitzondering van 2005 bleven de reserveteams een eindronde spelen om de titel.
De clubs komen elkaar elk seizoen twee keer tegen, één keer thuis en één keer uit. De clubs die degraderen uit deze divisie, drie per groep (dit kunnen zowel de amateurclubs als de reserveteams zijn), komen in het eropvolgende seizoen uit in de Championnat National 3 (vijfde divisie).
Het puntensysteem is verschillende met dat van de hogere divisies zoals dat bijna overal ter wereld gebruikt wordt. In tegenstelling tot drie punten voor een overwinning, een voor een gelijkspel en geen voor een nederlaag krijgt een club hier bij winst vier punten, bij een gelijkspel twee punten en bij een nederlaag één punt. In sommige gevallen kan een club bij een nederlaag ook 0 punten krijgen.
In navolging van het herleiden van de regio's van Frankrijk werd ook de competitie opnieuw geherstructureerd in 2017. De CFA en CFA2 werden vervangen door de Championnat National 2 en 3. Voor de oude CFA betekende dit slechts een naamswijziging, terwijl de CFA wel grondig geherstructureerd werd. Na het seizoen 2023/24 werd de competitie van vier naar drie reeksen herleid.

## Kampioenen CFA
Van 1994 tot 1997 was de CFA een competitie met zowel amateurclubs als reserveteams.
| Seizoen | Kampioen CFA                 | Kampioen reserves      |
| ------- | ---------------------------- | ---------------------- |
| 1993/94 | AJ Auxerre (res.)            |                        |
| 1994/95 | ES Wasquehal                 |                        |
| 1995/96 | AJ Auxerre (res.)            |                        |
| 1996/97 | FC Metz (res.)               |                        |
| 1997/98 | Valenciennes FC              | Olympique Lyonnais     |
| 1998/99 | Clermont Foot Auvergne       | AJ Auxerre             |
| 1999/00 | Dijon FCO                    | Le Havre AC            |
| 2000/01 | US Lusitanos Saint-Maur      | Olympique Lyonnais     |
| 2001/02 | AS Cherbourg Football        | Olympique de Marseille |
| 2002/03 | Gazélec FCO Ajaccio          | Olympique Lyonnais     |
| 2003/04 | Olympique Croix de Savoie 74 | Stade Rennais          |
| 2004/05 | US Boulogne                  | niet uitgereikt        |
| 2005/06 | AS Beauvais Oise             | Olympique Lyonnais     |
| 2006/07 | Rodez AF                     | Stade Rennais          |
| 2007/08 | Olympique Croix de Savoie 74 | AS Monaco              |
| 2008/09 | US Luzenac                   | Olympique Lyonnais     |
| 2009/10 | SR Colmar                    | Olympique Lyonnais     |
| 2010/11 | Le Poiré-sur-Vie VF          | Olympique Lyonnais     |
| 2011/12 | CA Bastia                    | niet uitgereikt        |
| 2012/13 | USL Dunkerque                | niet uitgereikt        |
| 2013/14 | US Avranches                 | niet uitgereikt        |
| 2014/15 | CS Sedan Ardennes            | niet uitgereikt        |
| 2015/16 | AS Lyon-Duchère              | niet uitgereikt        |
| 2016/17 | Grenoble Foot 38             | niet uitgereikt        |
| 2017/18 | JA Drancy                    | niet uitgereikt        |
| 2018/19 | US Créteil-Lusitanos         | niet uitgereikt        |
| 2019/20 | SC Bastia                    | niet uitgereikt        |
| 2020/21 | Geen                         |                        |
| 2021/22 | FC Versailles                |                        |
| 2022/23 | FC Rouen                     |                        |
| 2023/24 | Aubagne FC                   |                        |